# Site under
"Site under" è una tecnica pubblicitaria per il web che sfrutta lo stesso principio del pop under: a differenza del pop-up, la pubblicità si apre sotto la pagina correntemente visualizzata (oppure in una diversa scheda) e viene quindi visualizzata solo nel momento in cui un utente chiude la pagina.

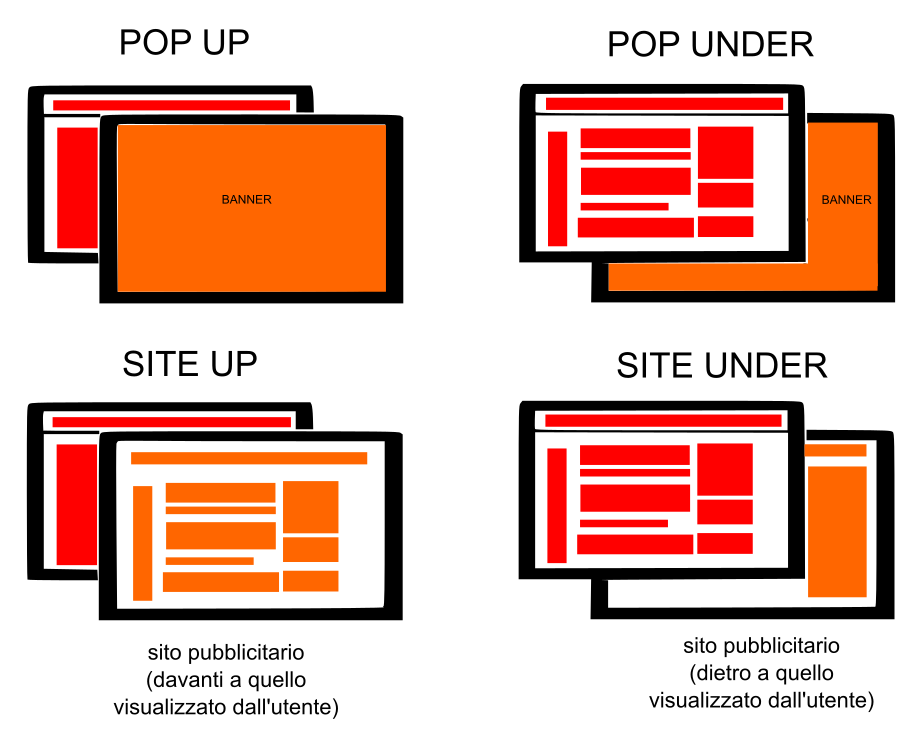
Site-under

Questo offre il vantaggio di evitare di interrompere l'esperienza di navigazione dell'utente.
Tuttavia può anche essere usato per impedire di capire da quale pagina sia stata aperta, dato che l'utente potrebbe aver navigato diversi siti prima di chiudere la finestra principale.
Si distingue dalla tecnica pop under per il fatto che viene mostrato un intero sito (solitamente il sito del committente della pubblicità) anziché un semplice banner.

## Tab up e tab under

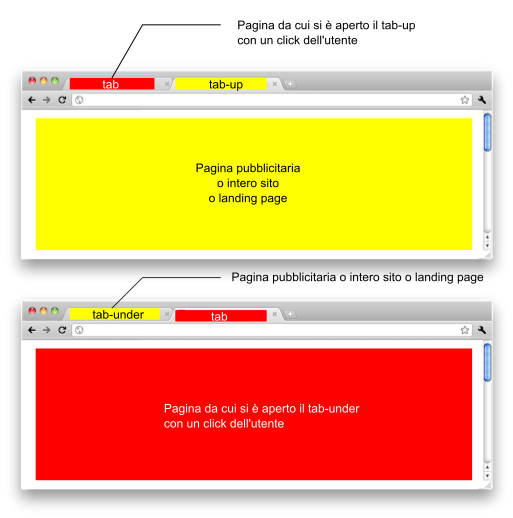
Alcuni tab pubblicitari (landing page, pagine singole o interi siti web) si aprono al click dell'utente sopra o sotto il tab che sta visualizzando

## Aree cliccabili nascoste
Per fare in modo che l'utente faccia click su un'area che aprirà il messaggio pubblicitario (tab up, un tab under, un site up, un site under, o un popup), alcuni siti fanno in modo che esso lo faccia senza volerlo. Esempio su un video in un sito di streaming:

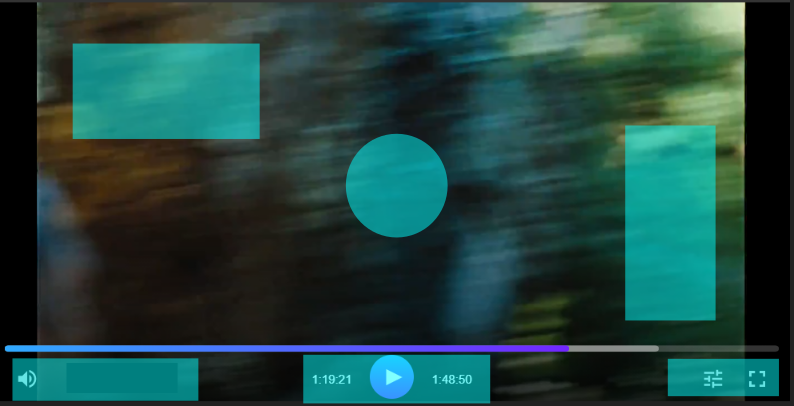
Le aree azzurre sono tag HTML con all'interno dei link nascoste con varie tecniche CSS. Al click dell'utente si apre un tab up, un tab under, un site up, un site under, o un popup. Le aree possono anche essere GIF o PNG trasparenti contenenti link o immagine con opacità "0".

Le tecniche CSS più utilizzate per nascondere i link che portano a pagine, tab o siti pubblicitari:
```
<
h1
><
a
 
href
=
"https://www.pubblicita.com"
>
pubblicità
</
a
></
h1
>

<
div
><
a
 
href
=
"https://www.pubblicita.com"
>
pubblicità
</
a
></
div
>

<
h2
><
a
 
href
=
"https://www.pubblicita.com"
>
pubblicità
</
a
></
h2
>

<
a
 
href
=
"default.asp"
>

  
<
img
 
src
=
"link.jpg"
 
alt
=
""
 
style
=
"width:42px;height:42px;"
>

</
a
>

```

```
h1
 
{

  
display
:
 
none
;

}

div
 
{

  
visibility
:
 
hidden
;

}

h2
 
{

    
overflow
:
 
hidden
;

}

img
 
{

  
opacity
:
 
0.0
;

}

```

Dopo uno o più click dell'utente sulle aree cliccabili, tramite degli script (solitamente in JavaScript) esse scompaiono per permettere all'utente di cliccare i tasti del video play, volume, tutto-schermo, ecc.
```
$
(
document
).
mouseup
(
function
(
e
)
 

{

    
var
 
container
 
=
 
$
(
"pubblicità"
);

    
if
 
(
!
container
.
is
(
e
.
target
)
 
&&
 
container
.
has
(
e
.
target
).
length
 
===
 
0
)
 

    
{

        
container
.
hide
();

    
}

});

```

Un'altra tecnica è coprire il video con un'immagine trasparente della stessa dimensione (GIF, PNG o JPG con opacità "0") e inserire su essa delle aree shapes cliccabili e invisibili, in modo che l'utente creda di cliccare ad esempio "play" e invece clicca l'area cliccabile che lo porterà al messaggio pubblicitario.

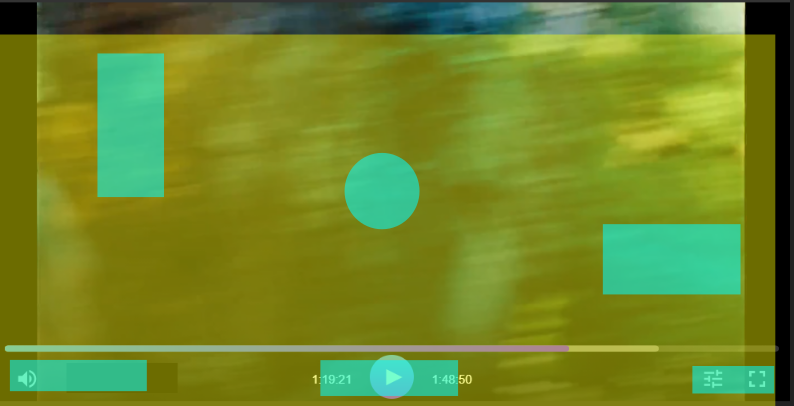
In giallo l'immagine trasparente, in azzurro le aree shape cliccabili e invisibili che portano al popup, al sito o alla pagina pubblicitaria

```
<
img
 
src
=
"pubblicita.gif"
 
width
=
"145"
 
height
=
"126"
 
alt
=
""
 
usemap
=
"#pubblicita"
>

<
map
 
id
=
"pubblicita"
 
name
=
"pubblicita"
>

<
area
 
shape
=
"rect"
 
coords
=
"0,0,82,126"
 
alt
=
"Sun"
 
href
=
"sun.htm"
>

<
area
 
shape
=
"circle"
 
coords
=
"90,58,3"
 
alt
=
"Mercury"
 
href
=
"mercur.htm"
>

<
area
 
shape
=
"circle"
 
coords
=
"124,58,8"
 
alt
=
"Venus"
 
href
=
"venus.htm"
>

</
map
>

```